# Võ Thần
Warlord (tiếng Trung: 武神, Hồng Kông: Mou San, Mo Son, bính âm: Wǔ Shēn, hay còn được xuất bản ở Việt Nam với tên gọi Võ Thần) là một bộ manhua của Hồng Kông được viết bởi Wan Yuet Leung (Ôn Nhật Lương) và thể hiện tranh vẽ bởi Tang Chi Fai (Đặng Chí Huy). Bộ truyện được gọi với cái tên "Võ Thần 300" để phân biệt với các bộ truyện khác của cùng tác giả có liên quan mật thiết với nhau.
Tên gọi Võ Thần của bộ truyện đôi khi dùng để chỉ toàn bộ các tác phẩm có liên quan đến chủ đề Võ Thần của hai tác giả, các bộ truyện này gộp chung lại thành một thế giới, một vũ trụ mà ở đó các câu chuyện xảy ra tính từ thời điểm thế giới những năm đầu thế kỷ 21, với việc Bạch Quân Lãng, tuyệt thế thiên tài của Bạch gia khám phá ra sức mạnh từ trường, từ đó mở ra thời đại Võ Thần kéo dài hơn 7000 năm về sau. Các bộ truyện được ra mắt không theo thứ tự, tuy nhiên cách sắp xếp hợp lý nhất được đa số người đọc và người hâm mộ đồng ý bao gồm:
Nhóm mạch truyện chính:
- Hải Hổ phần I, II, III : Nói về cuộc đời của Bạch Quân Lãng, tổ tiên của Bạch gia, cuộc chiến của Bạch Quân Lãng với các đối thủ cực mạnh cùng thời như Địa Ngục, Áo Gia, Lam Mộng... Bên cạnh đó là thế hệ sau của Bạch gia bao gồm anh em Bạch Thủ Nam, Bạch Thứ Nam, Hắc Ám, Thiên Quân...
- Võ Thần (Võ Thần 300): Phần tiếp theo của bộ ba trên, với nhân vật trung tâm là Bạch Võ Nam, cùng thế hệ hoàng đế Bạch gia đời thứ 269 Bạch Sầu và các mối quan hệ xung đột giữa những thế giới trong hệ Mặt trời với các võ thần khác, đồng thời cũng đánh dấu sự xuất hiện của những Võ thần hùng mạnh như Cự Sa, Sát Ám Thiên, Sát Á, Khắc Báo, Đại Đao...những võ thần này được hồi sinh để chiến đấu vào tác phẩm cuối cùng của bộ truyện. Đây cũng là phần truyện được đánh giá cao nhất và biết đến rộng rãi nhất.
- Võ Thần Chung Cực: Là thời kỳ cuối cùng của thời đại Võ Thần, tập trung vào cuộc chiến giữa bản thể Bạch Võ Nam tà ác cùng các Võ thần mạnh nhất mọi thời đại được hắn ta hồi sinh bao gồm cả các thế hệ đầu tiên là Bạch Quân Lãng, Địa Ngục và Áo Gia, bên cạnh đó còn là các hậu kiếp của những võ thần thuộc thời đại Võ Thần 300 như Thích Thiên Võ (Bạch Võ Nam chính nghĩa), Thích Thiên Phong (Lôi Áo)...Kết thúc cuộc chiến cũng là dấu chấm hết của thời đại Võ thần khi Thích Thiên Võ dùng sức mạnh của mình hủy đi vũ trụ hiện tại và tạo ra một vũ trụ mới hoàn toàn.
Nhóm truyện bổ sung:
Bao gồm các truyện với số lượng chương ngắn hơn, nhằm bổ sung thông tin về nguồn gốc sức mạnh, các mối quan hệ xoay quanh tuyến nhân vật trung tâm Bạch Quân Lãng - Áo Gia - Địa Ngục, cuộc đời của những võ thần nổi bật qua các thời đại như Phi Sa, Phượng Hoàng, Hy Vọng...bao gồm:
- Võ Thần Phượng Hoàng: Nhân vật trung tâm là Phi Lịch, người đi tìm thân thế của mình sau khi bị mất hoàn toàn ký ức, đây là tác phẩm không có sự tham gia của Ôn Nhật Lương mà thay vào đó là sự hợp tác của bộ đôi tác giả Trịnh Kiện Hòa - Đặng Chí Huy
- Võ Thần Ngoại Truyện: Bao gồm các mẩu truyện nhỏ về cuộc đời của Phi Sa, Hy Vọng, Kim Thành Võ, Bạch Càn Khôn... và về người con trai của Hắc Ám mang tên Hắc Lôi Đình
- Võ Thần Phi Thiên: Tiền truyện của riêng bộ Võ Thần Chung Cực, nói về khởi đầu việc đi tìm nguồn gốc của anh em Thích Thiên Võ - Thích Thiên Phong của Vô Tranh quốc.
- Hải Hổ 2.5: Lấy bối cảnh khoảng thời gian giữa Hải Hổ II và Hải Hổ II, nói về hành trình sắp đặt một trật tự mới để truyền lại cho các con mình của Hải Hổ Bạch Quân Lãng.

## Tóm tắt cốt truyện
Câu chuyện bắt đầu vào năm 7067 sau Công nguyên, Trái Đất đã trải qua vô số các cuộc chiến tranh, dân số Trái Đất chỉ còn rất ít. Sau khi đại hoàng đế Bạch Thủ Nam (Baak Saunaam) thống nhất Trái Đất và chết đi, các nền văn minh cũng biến mất, tri thức của nhân loại cũng bị hủy diệt theo, kèm theo đó là sự xuất hiện của những Võ Thần, những người có sức manh đặc biệt, và là chỗ dựa cho nhân loại thời kỳ này. Các Võ Thần có mặt ở khắp nơi trong vũ trụ, không riêng gì Trái Đất, như Hỏa Tinh, Thổ Tinh, và cả Mặt Trăng (Nguyệt Cầu).
Với sức mạnh của mình, các Võ Thần vừa có nhiệm vụ bảo vệ cho những người của tộc mình, vừa phải đọ sức hay đánh bại các Võ Thần khác để tranh giành dân cư. Những kẻ yếu hơn hoặc những người không trông cậy vào sức mạnh của Võ Thần, đều đặt hy vọng vào một cuốn sách được viết ra 5000 năm trước, trong thời đại này, hầu hết dân số đều không biết chữ, nên người ta không thể hiểu được nội dung cuốn sách, chỉ biết cuốn sách có tên Địa Ngục Đạo và người viết ra nó là Bạch Thiên Quân - con trai của hoàng đế Bạch Thủ Nam.
Nhân vật chính của bộ truyện là Bạch Võ Nam (Mou Naam), người có khả năng đọc được cuốn sách, xuất thân từ Phong Tộc của Võ Thần Minh Đạo (Ming Dou). Một Võ thần khác là Đại Đao, vì không muốn ai đọc được cuốn sách này, đã truy lùng để giết Bạch Võ Nam, đây là khởi đầu cho cuộc chiến của các Võ thần giữa 2 phe: Thiện và Ác. Nhưng có một thực tế mà các Võ Thần với sức mạnh hùng cường cũng không thể làm thay đổi, đó là quy luật cuộc sống luôn tồn tại Thiện - Ác, và khi một bên mất đi, thì sẽ lại sinh ra một thế lực mới tương đương. Có những Võ thần ban đầu là người tốt, về sau trở nên tàn ác, và cuối cùng lại quay về chính đạo.

## Sức mạnh từ trường
Trong thế giới võ thần, kẻ mạnh lĩnh ngộ một loại siêu năng lực gọi là sức mạnh từ trường:
- Điện lưu thôi động: sức mạnh cơ sở của từ trường chuyển động, cơ thể có thể phóng điện, mạnh nhất lên tới vài triệu vôn
- 1 trùng thiên: tương đương từ trường chuyển động 1 vạn thất, tương đương 1 vạn mã lực
- 10 trùng thiên: tương đương 10 vạn thất, có thể cảm giác tư tưởng và ý thức của những người có lực lượng dưới 10 trùng thiên
- 25 trùng thiên: tương đương 25 vạn thất, có thể trùng tổ tế bào: chữa vết thương tức khắc, mọc lại chi thể đã đứt. Trong series Hải Hổ, 25 vạn thất còn gọi là phá tinh cảnh, cường giả đánh vỡ ngôi sao số mệnh, khiến cho mình không còn bị vận mệnh điều khiển.
- 50 trùng thiên: tương đương 50 vạn thất, cảnh giới phản địa tâm hấp lực, có thể điều khiển lực hấp dẫn, tự do lơ lửng bay lượn.
- 75 trùng thiên: tương đương 75 vạn thất, cảnh giới nguyên tử phân liệt, có thể thay đổi kết cấu hạt nhân nguyên tử, biến chất này thành chất khác, đỉnh cao có thể sáng tạo sinh vật.
- 100 vạn thất: cảnh giới tự hủy, là cực hạn của vũ trụ, sức mạnh lớn nhất có thể đạt được trong cơ thể võ thần, tương tự tốc độ ánh sáng hay khoảng cách plank, trước thời đại Võ thần, chỉ có Hải Hổ Bạch Quân Lãng và Bạch Thủ Nam từng phát ra.
- 150 vạn thất: lực lượng phản vật chất, Thiên Vương Cự Sa sử dụng 2 dòng lực lượng 75 vạn thất hỗ kích để tạm thời đạt được.
Cảnh giới hoàn toàn: biểu thị cho năng lực vận dụng sức mạnh từ trường, cùng cấp lực lượng chiến đấu cảnh giới hoàn toàn quyết định thắng bại. Cá biệt có trường hợp võ thần cảnh giới hoàn toàn chênh lệch cực lớn, Bạch Thứ Nam sử dụng điện lưu thôi động giết chết kẻ địch trên 85 vạn thất.
Lưu lượng từ trường: cảnh giới chung cực, có thể phóng xuất nhiều dòng lực lượng cùng một lúc, tối cao 100 vạn cực, võ thần đạt tới cảnh giới chung cực có thể bất tử, chỉ còn 1 tế bào cũng có thể trùng sinh, có thể tạo ra các đối tượng như phản vật chất, lỗ đen lỗ trắng, phá vỡ không gian...

## Võ thần Trái Đất
Còn có tên gọi khác là Đại Địa, đây chính là Trái Đất, nơi mà hoàng đế Bạch Thủ Nam đã thống nhất và tạo nên Hoàng tộc Bạch Gia từ đời này sang đời khác, các đời hoàng đế sau này đều lấy danh hiệu Hải Hổ (Tiger Shark), theo tên của người đầu tiên của Bạch gia là Bạch Quân Lãng, biệt danh Hải Hổ, cha của Bạch Thủ Nam và ông nội của Bạch Thiên Quân.

## Hoàng tộc Bạch gia
Hoàng đế Bạch Sầu - Võ Thần Hải Hổ và là hoàng đế thứ 269 của Bạch gia hoàng tộc. Là cha của Bạch Võ Nam, và là một trong những Võ thần mạnh nhất thời đại này. Có trí tuệ tuyệt đỉnh và là người rất si võ, luôn muốn chứng minh mình là vô địch. Ông bị chính Bạch Võ Nam tà ác giết và bị hút nguyên thần.
Tuyết Phi - Vợ của Bạch Sầu, mẹ của Bạch Bất Nhị, mẹ kế của Bạch Võ Nam. Vốn là Võ thần bảo vệ Bạch gia, sau này từ bỏ sức mạnh để làm một người bình thường.
Bạch Võ Nam chính nghĩa - Nhân vật trung tâm của bộ truyện, là người bảo vệ cho bộ lạc Gió (Phong Tộc). Xuất thân là một người có sức mạnh bình thường, nhưng dần dần anh đã khám phá ra xuất thân của mình (con trai cả của Bạch Sầu) và thu thập được sức mạnh, trở thành người đầu tiên sau 5000 năm kể từ thời tổ tiên Bạch Thủ Nam xuất ra được tối cường sát chiêu Địa Ngục Chiến Thần.
Bạch Võ Nam tà ác - Là nhân cách khác tồn tại trong Bạch Võ Nam chính nghĩa, mang mệnh cách "đế giả chiến thần". Nhân cách này được sinh ra khi Bạch Võ Nam chính nghĩa đạt tới "cảnh giới hoàn toàn" dưới áp lực của 2 lần sử dụng "hủy diệt chiến thần" và cuộc đối đầu quyết định với Đại Đao. Sau này Bạch Võ Nam tà ác thoát khỏi thân thể của Bạch Võ Nam chính nghĩa nhờ ký gửi ký ức và gen của hắn vào một ma thần, rồi từ đó một lần nữa trùng sinh. Nhưng vì gen ma thần có vấn đề nên mạng sống của Bạch Võ Nam tà ác bị đe dọa, phải hấp thụ sức mạnh (gen, nguyên thần) của người có cùng huyết thống để duy trì sự sống, và nhờ vậy, hắn ta đã trở thành Võ Thần mạnh nhất trong 5000 năm qua, là người thứ ba trong Bạch gia hoàng tộc (sau Bạch Thủ Nam và Bạch Thứ Nam) đạt được sức mạnh chung cực "cửu thập cửu vạn cửu thiên cửu bách thất sức mạnh" (99,99 vạn thất) và đột phá Địa Ngục Chiến Thần đệ thất trùng. (1 chủ thể và 6 chiến thần).
Bạch Bất Nhị - Con thứ của Bạch Sầu, Hải hổ võ thần-hoàng đế đời thứ 270 của Bạch gia hoàng tộc, có tên gọi khác là Thiên Quân Võ Thần do đã tu luyện trong "Thiên Quân Võ Thần"-máy cường hóa sức mạnh của tổ tiên Bạch Thiên Quân. Sau này Bạch Bất Nhị bị chính anh trai của mình là Bạch Võ Nam tà ác hãm hại và giết chết.
Lôi Áo - còn có tên khác là Vô Tương Võ Thần, mang mệnh cách "nghĩa thiết chi vương", là người mang trong mình dòng máu của cả Bạch gia lẫn Hắc Ám. Vốn là hộ vệ mạnh nhất và là em họ của Bạch Sầu. Sau này nhờ tu luyện trong Thiên Quân Võ Thần mà lãnh ngộ ra bạch sắc tu la đạo với chiêu thức "A Tỳ Vô Gian" có thể phân giải được mọi thứ. Sau đó, Lôi Áo nhận Sát Ám Thiên và Khắc Hổ Nhẫn làm đồ đệ, truyền dạy tu la đạo cho Sát Ám Thiên.
Bạch Thiết Quyền - Anh trai thứ hai của Bạch Sầu, sức mạnh trung bình.
Lôi Kình - Anh trai của Lôi Áo, nhưng có dòng máu hoàng tộc do gần với Bạch gia hơn Lôi Áo. Lôi Kình bị Cuồng Phong giết chết.
Bạch Lộ Bảo - Anh trai thứ tư của Bạch Sầu, là người vô cùng thủ đoạn và tàn ác. Sau này phản Bạch Gia, đi theo Bình Nguyên Tinh rồi tiếp tục phản lại Bình Nguyên Tinh để theo Lam quốc, sau này bị Bạch Võ Nam hút sạch nguyên thần.
Bạch Chính - Anh cả của Bạch Sầu, trong cuộc chiến để giành ngôi với Bạch Sầu, Bạch Chính đã bị Bạch Sầu dùng thủ đoạn giết.
Bạch Thủ Nam - Khai sinh ra Bạch gia hoàng tộc, hoàng đế đầu tiên của Trái Đất 5000 năm trước. Con trai của Hải Hổ Bạch Quân Lãng. Là người thứ hai đạt được sức mạnh 100 vạn thất.
Bạch Thứ Nam - Em trai của Bạch Thủ Nam, kẻ thù không đội trời chung với chính anh trai của mình. Giữa Thủ Nam-Thứ Nam đã có trận chiến long trời lở đất và cuối cùng Bạch Thứ Nam chết dưới Hải Hổ bạo phá quyền 100 vạn thất của Bạch Thủ Nam, vĩnh bất siêu sinh.
Bạch Thiên Quân - Con trai của Bạch Thủ Nam, người sáng tạo ra Thiên Quân Võ Thần, và là người viết Địa Ngục Đạo.
Bạch Kinh Thiên - Con trai của Bạch Thủ Nam và Đồng Đồng (con gái của Lam Mộng), nhưng được Bạch Thứ Nam nuôi dưỡng từ bé. Bạch Kinh Thiên vốn không công nhận Bạch Thủ Nam là cha và hết mực kính trọng Bạch Thứ Nam. Sau này bị Bạch Thủ Nam giết chết.
Bạch Bảo Bảo - Con trai của Bạch Thứ Nam và Đồng Đồng. Từ nhỏ bị cha Bạch Thứ Nam ghét bỏ vì cho rằng Bảo Bảo là một đứa bé ngờ nghệch, phàm ăn. Thực tế, Bạch Bảo Bảo là một tuyệt thế thiên tài có một không hai của Bạch gia, khi chiến đấu với Lam Mộng đã đạt tới sức mạnh cửu thập vạn thất, là nhân vật nhỏ tuổi nhất có thể đạt được sức mạnh lớn hơn bát thập vạn thất, mạnh hơn bất kì lớp trẻ nào trong bộ truyện Hải Hổ, và cũng là nhân vật duy nhất sử dụng địa ngục chiến thần với chiến thần đạt đến sức mạnh chung cực, chiến thần của Bạch Bảo Bảo chính là Bạch Quân Lãng với sức mạnh cửu thập cửu vạn cửu thiên thất (99,9 vạn thất).
Bạch Vô Biên - Hải Hổ võ thần-hoàng đế thứ 268 của Bạch gia hoàng tộc. Cha của Bạch Chính - Bạch Sầu và ông nội của Võ Nam.
Bạch Ngũ Thế - Anh thứ ba của Bạch Sầu. Người nhiều thủ đoạn và tham vọng, được cha mình là Vô Biên yêu quý nhất và sau này hi sinh tính mạng để cứu Bạch Vô Biên.
Bạch Thiên Cao - Con trai của Bạch Chính, huynh đệ cùng Phong Tộc với Bạch Võ Nam, sau là Hải Hổ võ thần-hoàng đế đời thứ 271 của Bạch gia hoàng tộc, tên thường gọi là Thiết Mã. Hy sinh bản thân để cứu Bạch Sầu khỏi sự khống chế của Sáng Mộng Giả và cũng bị Bạch Sầu giết chết.
Bạch Quân Lãng - Người đầu tiên trong Bạch Gia có sức mạnh từ trường, là một trong những người mạnh nhất của Trái Đất 5000 năm trước, hiệu Hải Hổ. Là người đầu tiên sáng tạo ra hải hổ bạo phá quyền, lãnh ngộ ra sức mạnh 100 vạn thất. Ông bị giết bởi chính con trai Bạch Thứ Nam.
Hải Đồng - Cháu họ của Bạch Sầu, là người yêu Võ Nam thiện và sau này yêu Sát Ám Thiên.

## Chung Cực Phái
Do Chung Cực Võ thần khai sáng. Các đệ tử phái Chung Cực bao gồm
Lưu Tinh: Đại sư huynh của Chung Cực phái, là Chung Cực Võ Thần, là một kẻ có sức mạnh nhưng nhỏ nhen ích kỷ.
Thiên Tôn: Sư đệ của Lưu Tinh, là 1 Võ thần đồng tính, yêu Lưu Tinh và sau khi Lưu Tinh chết thì lại có tình cảm với Cuồng Phong.
Thiên Không: Là Tam Nhãn Võ thần sau này, do bất đồng quan điểm mà tách ra khỏi Chung Cực phái, vốn là một dị nhân có con mắt thứ 3.
Khắc Báo: Tứ đệ trong Chung Cực phái, mang mệnh cách "Bá giả hùng tinh" (sau này là "hung tà hắc thú") được tiếp nhận Thiên nhãn của Tam sư huynh. Sau này Khắc Báo bị Bạch Võ Nam tà ác giết hại.

## Nguyệt Cầu
Võ thần Mặt Trăng:
Minh Nguyệt Thánh Vương: Là người giống như Quan Nguyệt Đồng, từ lúc sinh ra đã đạt tới cảnh giới phản trọng lực, nhưng khác với Quan Nguyệt Đồng, Minh Nguyệt Thánh Vương không phát huy được hết sức mạnh vốn có và luôn bị Bạch Thứ Nam đè đầu cưỡi cổ. Sau này chính là người thành lập Ngân Nguyệt phái.
Lam Vô Cực: Là lãnh tụ nguyệt cầu đầu tiên đem quân xâm lược thành công đại địa, là người đầu tiên ngoài Bạch gia hoàng tộc có thể thống nhất vũ trụ. Sau này bị chính huynh đệ thân thiết nhất là Bạch Càn Khôn giết chết.
Ngân Hà: Nguyệt Võ Thần của Nguyệt Cầu, là người họ Bạch, con út của Bạch Vô Biên. Bị Bạch Võ Nam giết chết và hấp thụ nguyên thần.
Cuồng Phong: Người có sức mạnh có thể so sánh với Sát Á, Bạch Sầu, sư huynh của Ngân Hà và được Ngân Hà tôn trọng. Là em của Lam Quốc Thiên Vương Sát Á, nhưng bị chính Sát Á ghen ghét nên bị đẩy khỏi Lam Quốc và trôi đến Nguyệt Cầu. Sau này vì bảo vệ cho Bạch Bất Nhị mà bị chính Bạch Võ Nam giết chết.
Tư lệnh Áo Vân: Là người chưa đạt danh hiệu Võ Thần nhưng có thực lực rất mạnh, được Bạch Sầu đánh giá có tư chất có thể sau này đánh bại mình.Nhưng bạc mệnh sức mạnh chưa thành thì bị Bạch Sầu tiêu diệt.(Bị Sát Á cài sáng mộng giả vào não)
Ngân nguyệt Ngũ thánh: Sư phụ của Cuồng Phong, Ngân Hà, Áo Vân nhưng ít cống hiến, hai người bị Cuồng Phong giết, ba người còn lại bị Lam Quốc hạ sát.

## Lam Quốc
Vốn được thành lập sau sự kiện Lam Mộng (cùng thời với Bạch Quân Lãng) rời Trái Đất để thành lập tổ chức bí mật. Tại Lam Quốc, những người có sức mạnh được gọi là các Thiên Vương thay vì Võ Thần như ở Trái Đất.
Lam Đạo Thiên Võ: là người đầu tiên khám phá ra sức mạnh từ trường.
Lam Mộng: là con trai Lam Đạo Thiên Võ, người đứng đầu tổ chức "Lam Mộng", có lý tưởng cực đoan trong việc thanh tẩy đại địa. Lam Mộng sau này bị Bạch Bảo Bảo phế đi sức mạnh từ trường, rồi bị Minh Nguyệt thánh vương giết chết.
Áo Gia: Anh trai của Lam Mộng, là người luôn sẵn sàng bảo vệ cho lý tưởng của Lam Mộng nhưng lại rất nhu nhược. Áo Gia là một võ thần cực mạnh với sát chiêu, một là "Sát Kình Bá Quyền" tế danh với "Hải Hổ bạo phá quyền", hai là "vô cực chấn thiền" có thể đối phó với "địa ngục chiến thần" của Địa Ngục. Ông mạnh ngang ngửa với Hải Hổ, nhưng lại bị Hải Hổ dùng 100 vạn thất đánh bại và giam giữ trên nguyệt cầu. Sau này Áo Gia trở về và trao quả tim của mình cho Bạch Thủ Nam, để Thủ Nam có thêm lần nữa tái chiến với Bạch Thứ Nam.
Quan Nguyệt Đồng: Em gái của Lam Mộng và Áo Gia, vợ của Hải Hổ, mẹ của Thủ Nam và Thứ Nam. Quan Nguyệt Đồng là "người mạnh nhất" do chính Lam Đạo Thiên Võ tạo ra bằng cách tính toán số mạng trong Hoàng Cực Kinh Thế, mới sinh ra đã đạt cảnh giới phản trọng lực 50 vạn thất, nhưng lại là con gái nên không thể chịu được sức mạnh quá lớn đó, dẫn đến chết sớm.
Sát Á: Lãnh đạo tối cao của Lam Quốc, có sức mạnh ngang với Bạch Sầu, là người rất thông minh và cương quyết. Ông và Bạch Sầu chính là hai kỳ phùng địch thủ, và cũng cùng với Bạch Sầu là những người đầu tiên trong thời đại Võ Thần đột phá thất thập ngũ trùng thiên, mở màn thời kì đột phá sức mạnh trong võ thần 300.
Sát Gia: Em trai của Sát Á. Luôn mong muốn vượt qua Sát Á và trở thành lãnh đạo Lam Quốc nhưng không thành.
Sát Ám Thiên: Còn có tên gọi khác là Ám Tu La, Kim Tinh Vương, mang mệnh cách "nhân giả ám đế" là con trai lưu lạc của Sát Á, do kế hoạch của Sát Á đưa con trai mình đi rèn luyện ở nhiều nơi, trở thành nhiều người khác nhau nhưng luôn giấu sức mạnh. Sát Ám Thiên sau này nhận Lôi Áo làm sư phụ, từ "A Tỳ Vô Gian" của Lôi Áo mà sáng ra Hắc Ám Khung Thương, có khả năng vừa phân giải vật chất thành các nguyên tử, vừa định hình vật chất đã bị phân giải, thậm chí chiêu thức này giúp Sát Ám Thiên phân giải chính cơ thể của mình. Sau này Ám Thiên đánh bại Bạch Võ Nam tà ác và sau đó giả dạng "Bạch Võ Nam" để tiếp tục duy trì sự ổn định của Đại Địa...
Cự Sa: Một Thiên vương có sức mạnh tột đỉnh, mang mệnh cách "Bá Giả Thiên Thần", là kẻ có tính cách Bá Đạo, độc ác và nhỏ nhen. Cự Sa là nhân vật đầu tiên ép ra sức mạnh phản vật chất, đồng thời là một đại thiên tài có thể học được bất kể các chiêu thức nào chỉ bằng vài lần tiếp xúc. Ông cũng là người đầu tiên trong Võ Thần 300 đột phá sức mạnh 90 trung thiên, từng một mình chiến đấu với cả thế giới võ thần, thiên vương, áp đảo luôn cả địa ngục chiến thân của Bạch Võ Nam nhưng lại bị Khắc Báo yếu nhược cùng "ý thức của Tam Nhãn võ thần" giết chết.
Bạch Sa: Một trong các Thiên vương mạnh nhất của Lam Quốc, đệ tử của Cự Sa, có đệ đệ là Hắc Sa...

## Bình Nguyên Tinh
Trước đây là Sao Thổ, sau cuộc chiến của anh em Bạch Thủ Nam - Bạch Thứ Nam, Sao Thổ đã bị vỡ và chỉ còn lại một nửa, tạo thành một vùng bình nguyên rộng lớn. Đây là nơi ẩn giấu trứng của một chủng loài quái vật hiếu sát và cuồng bạo được gọi là Ma thần.
Lãnh đạo bình nguyên tinh là 4 Võ Thần được chia theo 4 hướng, với các danh xưng là Đông Phương, Nam Thiên, Tây Môn và Bắc Cực.
Đông Phương Liệt Xa và Nam Thiên Ưu Vấn: Là 2 trong số 4 hoàng đế lãnh đạo Bình Nguyên Tinh phát động xâm lược Trái Đất bằng cách ấp nở các trứng của Ma Thần (có hình dạng như các xenomorph) để hủy diệt Trái Đất. Nhưng về sau khi Bạch Võ Nam, Khắc Báo và Lôi Áo phát hiện ra cách khống chế các Ma thần, thì Võ Nam đã dùng Thiết điểu Á Phi do Bạch Sầu để lại kết hợp Ma thần tạo nên Hủy Diệt Chiến Thần, đánh bại Diệt Thế Ma Thần.
Tây Môn Đắc Chí: Có mối thù với Khắc Báo do Khắc Báo giết anh trai mình, là người điềm đạm và rất trung thành với Võ Nam.
Cực Bắc Hổ Đế: Thân phận thật sự của hoàng đế này là La Lạp, người tình cũ của Khắc Báo.

## Các nhân vật khác
Địa Ngục: Là lãnh đạo Thiên Quốc trong thời đại Hải Hổ, nghĩa phụ của Bạch Thủ Nam, một nhân vật có trí tuệ tuyệt đỉnh cùng với sức mạnh áp đảo gần như mọi nhân vật khác trong truyện. Cuộc đời Địa Ngục là một chuỗi tháng ngày đau khổ: cha, anh cả bị giết, mẹ tự vẫn, ông bị 2 sư phụ của mình ghét bỏ vì quá vô dụng. Chính vì quá đơn độc, Địa Ngục đã hình thành nên một nhân cách khác, chính là anh trai "Chiến Thần". Chiến Thần này tuy giả mà thật, có thể xuất hiện cùng với Địa Ngục để chiến đấu, và chính từ đó mà Địa Ngục đã sáng tạo ra sát chiêu vô địch "Địa Ngục Chiến Thần", cùng với đó là từ "Đạt Ma kinh" mà lãnh ngộ ra "Địa Ngục chi kiếm". Địa Ngục từng một mình chiến đấu với 3 cường giả mạnh nhất địa cầu lúc bấy giờ và chiến tử do vết thương chí mạng, mặc dù đã đánh bại tất cả đối thủ của mình.
Thiên Đạo: là nghĩa tử của Lam Đạo Thiên Võ, sau này phản bội lại tổ chức Lam Mông, gia nhập tổ chức Hùng Sư và nhận Bạch Thứ Nam làm đệ tử. Thiên Đạo là người sáng tạo ra Thiên Võ Sát Đạo, là một nhân vật tề danh với Áo Gia, Hải Hổ, Địa Ngục, nhưng sau khi em trai Lôi Văn mất thì đã hết đấu chí hùng bá, về quy ẩn. Trong thời gian quy ẩn, ông nhận Bạch Thủ Nam làm đồ đệ và Thủ nam rất kính trọng ông dù ông chẳng dạy được bao nhiêu cho Thủ Nam. Sau này Thiên Đạo bị Hắc Ám giết chết bởi Đệ Ngũ Đạo trong Lục Đạo Luân Hồi của tu la đạo.
Hắc Ám: Là sư đệ của Địa Ngục, tổ tiên của Lôi Áo, và cũng là tình địch của Bạch Thủ Nam. Hắc Ám là kẻ lụy tình bậc nhất trong thời đại Hải Hổ. Ông yêu chỉ một mình Thu Thiên, mặc cho Thu Thiên đã là vợ của Bạch Thủ Nam. Cũng vì quá lụy tình mà Hắc Ám đã bảo vệ cho Thu Thiên trước rất nhiều cường giả của Lam Mộng, để rồi cũng khiến bản thân mình rơi vào trạng thái gần chết, mà cũng từ đó sáng tạo ra "tu la đạo" tối cường, trở thành một trong những môn võ học mạnh nhất, chỉ thua sau "Địa Ngục Chiến Thần". Hắc Ám chết vì dùng hết sinh mệnh lực, thôi động tu la đệ lục đạo đánh bại Bạch Thứ Nam (Thứ Nam không chết, nhưng sát chiêu "Địa Ngục Chiến Thần" đệ tam trùng bị phá). Hắc Ám tuy bị giết nhưng vẫn lưu lại một đứa con là Hắc Lôi Đình. Hắc Lôi Đình ban đầu bị lợi dụng chống lại Bạch gia, nhưng sau này được Bạch Thiên Quân đưa về nhận làm đồ đệ, kết hôn với con gái của Bạch Thiên Quân, tạo nên một nhánh khác của Bạch Gia, chính là tổ tiên của Lôi Áo.
Đại Đao Võ Thần: tên thật là Tung Hoành, con trai của Đại Hải Vô Lượng, đồ đệ của Bạch Chính, sau này giết chết Đại Hải mà thành tử địch của Bạch Võ Nam chính nghĩa. Đại Đao là nhân vật đầu tiên ngộ ra chiêu thức có hiệu ứng "thời gian ngưng đọng" và cũng là người đầu tiên trong thời đại Võ Thần ngộ ra tuyệt học thiêu đốt lực sinh mệnh "vô ngã ma đao". Nhưng cuối cùng Đại Đao vẫn bại tử dưới "Địa Ngục chiến thần" của Bạch Võ Nam chính nghĩa.
Đại Hải: Vô Lượng Võ Thần, là nghĩa phụ của Bạch Võ Nam, cha ruột của Đại Đao, từng là bằng hữu của Bạch Vô Biên nhưng cũng bị Bạch Vô Biên ám toán. Sau này ông được học toàn bộ thần công của chung cực vô lượng, trở thành người gần như mạnh nhất, dễ dàng đánh bại Bạch Vô Biên nhưng cuối cùng vẫn bị con trai Đại Đao giết chết.
Nã Độ: Vô Lượng Võ Thần đời tiếp sau của Bạch Võ Nam, từng là bằng hữu của Võ Nam, và cũng là một võ thần cực.mạnh. Nã Độ trong sự đau đớn vì bị hành hạ, tra tấn thay cho người dân của Vô Lượng đảo mà đã ngộ ra sức mạnh "đau khổ" rất mạnh mẽ, thậm chí có thể ảnh hưởng mạnh đến cường giả mạnh nhất Bạch Võ nam. Về sau bị Bạch Võ nam hút hết sức mạnh và chết.
Lệ Na: người tình thứ hai của Võ Nam, và sau này rời bỏ Võ Nam tà ác đến với Khắc Báo Võ Thần.
Bạch Phong Phong: con trai của Bạch Võ Nam với Hà Tinh Tinh - vợ của Nã Độ, là một đứa trẻ ngoan nhưng khi bị Võ Nam tiêm nhiễm, dần trở thành kẻ ích kỷ nhưng ngu ngốc.
Khắc Hổ Nhẫn: con trai của Khắc Báo Võ Thần và La Hạp, đệ tử chính thức của Cự Sa và cũng là nhị đồ đệ của Lôi Áo, một trong những Võ thần mạnh nhất về cuối truyện. Chính anh là người đã tặng cho Sát Ám Thiên một trái tim nữa để Ám Thiên có thể phát huy sức mạnh 99,5 vạn thất x 2, đồng thời cũng giúp cho Sát Ám Thiên có được điều kiện để thi triển Tu la luân hồi, sát chiêu thiêu đốt sinh mệnh lực để giết chết Võ Nam tà ác.

## Đánh giá chung
Võ Thần nhìn chung là một bộ truyện thuần về võ thuật và các tình tiết viễn tưởng, chi tiết trong truyện diễn biến nhanh, ít diễn tả nội tâm cũng như tình cảm nhân vật. Là bộ sách thứ 4 được xuất bản nối tiếp các tình tiết trong phần mở đầu của Gia tộc họ Bạch. Võ Thần là một thế giới rộng lớn, trải khắp vũ trụ và xuyên suốt thời gian hơn 7000 năm, có rất nhiều nhân vật ở các thời đại khác nhau và đều có ảnh hưởng đến các thế hệ Võ Thần tiếp theo.